# Kirchberg (dzielnica Luksemburga)
Kirchberg (lb. Kierchbierg) – dzielnica (Quartier) miasta Luksemburg, w Luksemburgu, w kantonie Luksemburg. Do 3 października 2015 dzielnica leżała w dystrykcie Luksemburg. Leży w północno-wschodniej części miasta. Jest jedną z 24 dzielnic – jednostek pomocniczych miasta Luksemburg. 31 grudnia 2022 r. populacja dzielnicy wynosiła 8746 mieszkańców. 

## Siedziby instytucji Unii Europejskiej
Południowo-zachodni Kirchberg jest zdominowany przez instytucje i agencje UE, które były kluczem do jego rozwoju. Jest to siedziba Trybunału Sprawiedliwości Unii Europejskiej, Trybunału Obrachunkowego, części Komisji Europejskiej, Sekretariatu Parlamentu Europejskiego i Europejskiego Banku Inwestycyjnego. Ponadto Szkoła Europejska w Luksemburgu I zapewnia edukację dzieciom pracowników organów UE. 

## Kultura
Kampus Kirchberg Uniwersytetu Luksemburskiego znajduje się w połowie alei Johna Fitzgeralda Kennedy'ego, w pobliżu, od września 2019 r., Biblioteki Narodowej Luksemburga. 
Kirchberg stał się ważnym ośrodkiem kulturalnym. Częściowo zrekonstruowany Fort Thüngen, wpisany wraz z resztą dawnej twierdzy Luksemburg na Listę Światowego Dziedzictwa UNESCO, jest siedzibą Mudam, muzeum sztuki nowoczesnej otwartego w 2006 roku. 
W pobliżu, w sąsiedztwie jednej z pierwotnych sal plenarnych Parlamentu Europejskiego, znajduje się Filharmonia, narodowa sala koncertowa Luksemburga. 